# Zwölf Apostel (Langenhagen)

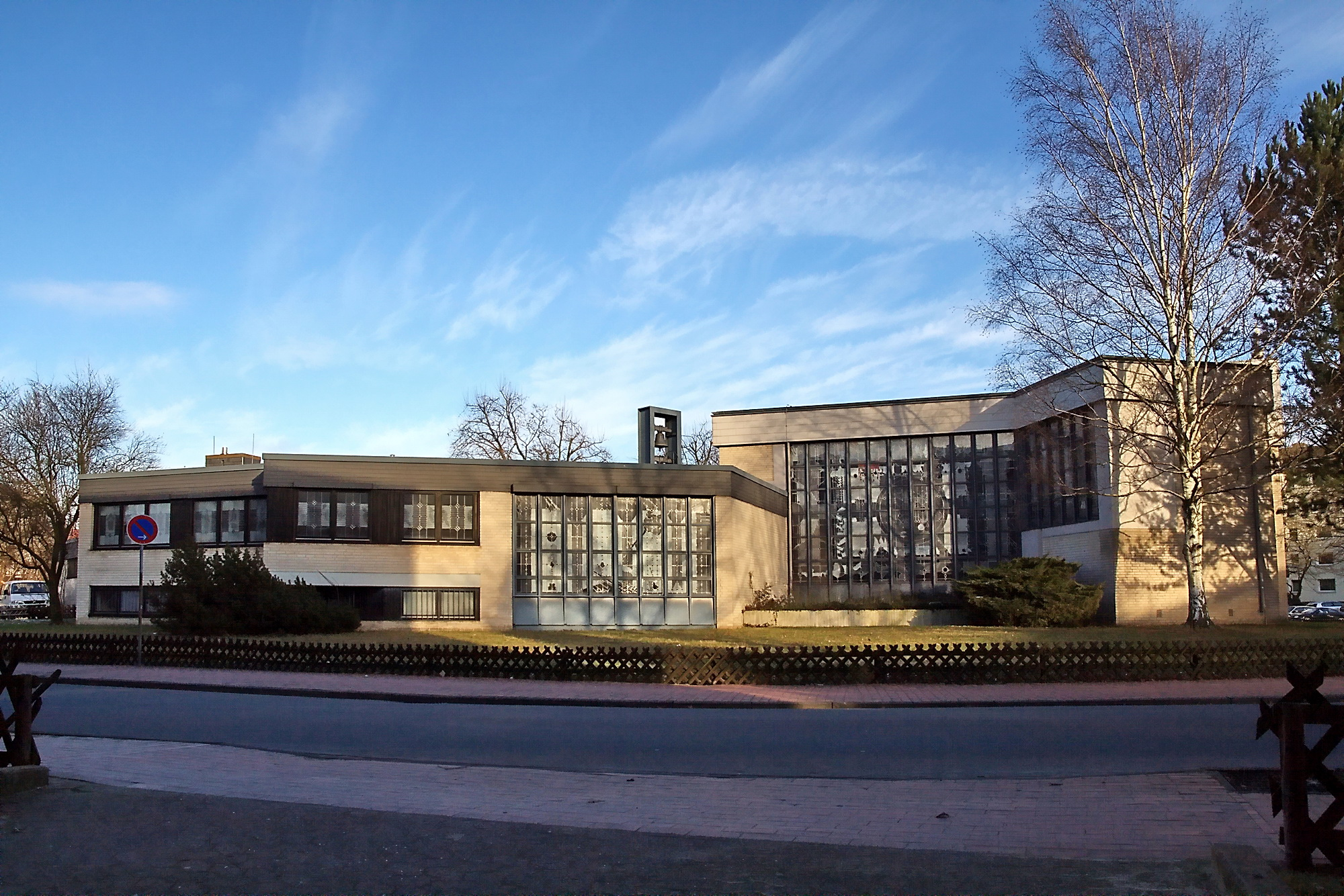
Zwölf Apostel, Kirche und Pfarrzentrum

Zwölf Apostel ist das Patrozinium der neben Liebfrauen zweiten katholischen Kirche in der Stadt Langenhagen, Region Hannover.
Die Bautätigkeit im Südteil Langenhagens und der Zustrom katholischer Vertriebener in den ersten Jahrzehnten nach dem Zweiten Weltkrieg hatten das Projekt eines Kirchbaus und der Errichtung einer Pfarrei reifen lassen.
1970 wurde im südlichen Teil von Langenhagen von der schon bestehenden Langenhagener Pfarrei eine Pfarrvikarie abgezweigt, in der 1972/73 die neue Kirche mit Pfarrzentrum erbaut wurde. Sie entstand nach Plänen der Architekten Ernst-Otto Rossbach und Hans-Hermann Priesemann und befindet sich am Weserweg (Ecke Taunusweg). Am 12. April 1972 erfolgte die Grundsteinlegung, und am 29. Juni 1973 durch Bischof Heinrich Maria Janssen ihre Einweihung. Den hellen Kirchenraum, der auf den Altar zentriert ist, bestimmen verschachtelte rechteckige Bauteile, Sichtbetonbänder und große motivische Buntglasfensterflächen. 1991 wurde die Kirche um einen Glockenturm bereichert, ausgeführt als schlichter offener Geläutständer mit drei Glocken. 1999 wurde aus den beiden Kirchengemeinden „Liebfrauen“ und „Zwölf Apostel“ eine Seelsorgeeinheit gebildet, aus der am 1. November 2006 die heutige Pfarrgemeinde Liebfrauen entstand.
1975 wurde der benachbarte Kindergarten erbaut und in Betrieb genommen, zuvor wurden Räume des Gemeindezentrums dafür genutzt. Im Kindergarten werden in drei Gruppen etwa 75 Kinder im Alter von drei bis sechs Jahren betreut. 